# راي بول (لاعب كرة قدم أمريكية)
راي بول (بالإنجليزية: Ray Poole)‏ هو لاعب كرة قدم أمريكية أمريكي، ولد في 15 أبريل 1921 في غلوستر في الولايات المتحدة، وتوفي بنفس المكان في 2 أبريل 2008 بسبب سرطان.

## وصلات خارجية
- راي بول على موقع مرجع كرة القدم المحترفة.كوم (الإنجليزية)